# Pinturas de Adolf Hitler

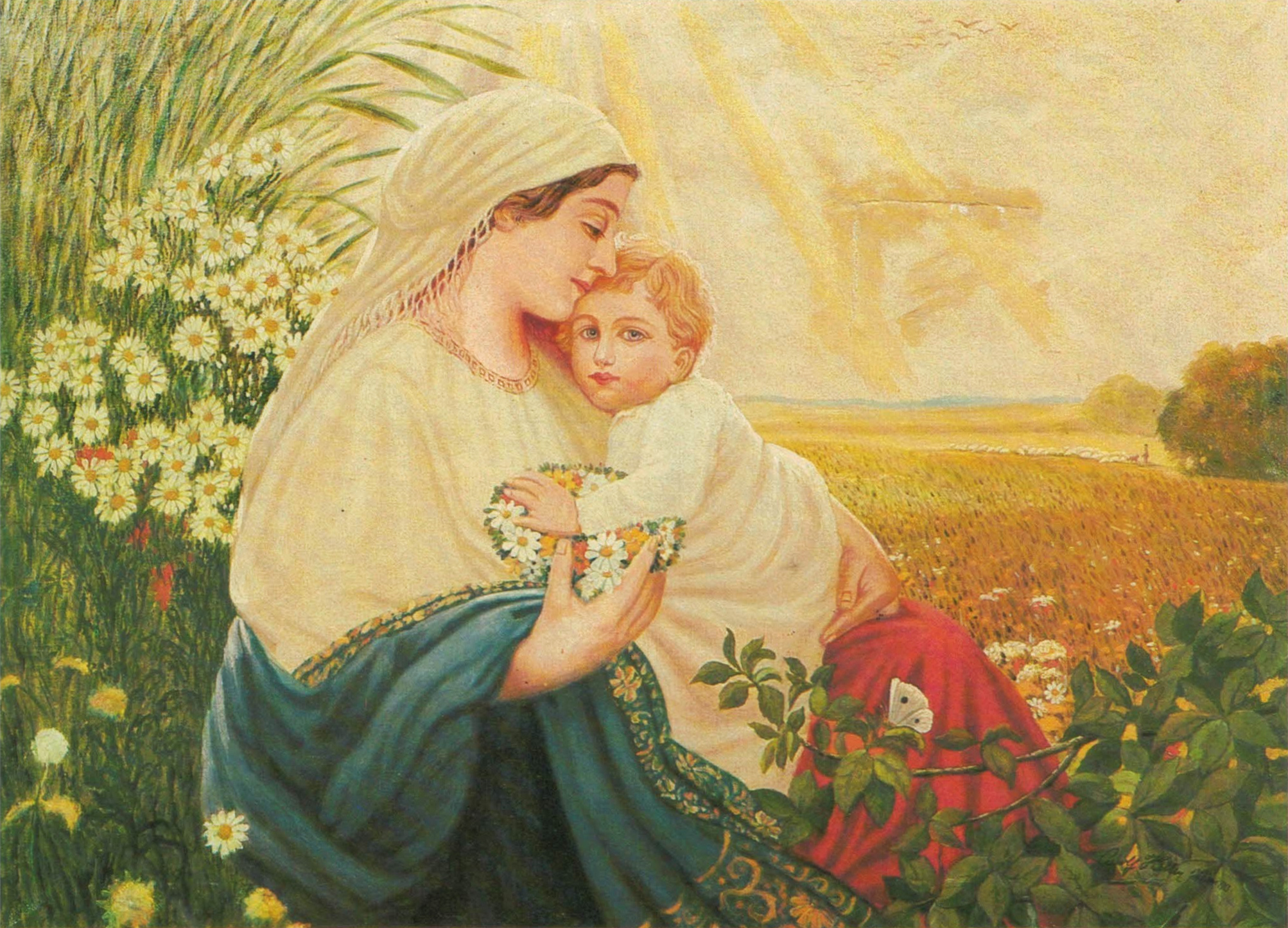
Óleo sobre lienzo pintado por Adolf Hitler en 1913, donde se representa a Jesucristo durante su infancia con su madre María.

Adolf Hitler, líder del Partido Nazi y dictador de Alemania en los años previos y durante la Segunda Guerra Mundial, también se desempeñaba como pintor. Hitler produjo cientos de obras y vendió sus pinturas y postales para tratar de ganarse la vida durante sus años en Viena (1908-1913). Sin embargo, no tuvo éxito. Posteriormente, se recuperaron varios de sus cuadros después de la Segunda Guerra Mundial y desde entonces se han vendido en subastas por decenas de miles de dólares. Otras de sus obras fueron confiscadas por el Ejército de Estados Unidos y se encuentran en la actualidad en poder del gobierno de Estados Unidos.

## Historia

### Ambición artística
En su autobiografía Mein Kampf, Hitler describió cómo, en su juventud, quería ser un artista profesional, pero sus aspiraciones se arruinaron al no aprobar el examen de ingreso a la Academia de Bellas Artes de Viena. Hitler fue rechazado dos veces por el instituto, una vez en 1907 y otra vez en 1908; el instituto consideró que tenía más talento en la arquitectura que en la pintura. Uno de los instructores, que simpatizaba con su situación y creyendo que tenía algo de talento, sugirió que se inscribiera en la Escuela Académica de Arquitectura. Sin embargo, esto requería que Hitler regresara a la escuela secundaria, que había abandonado y a la que no estaba dispuesto a volver.
Más tarde, cuando se ocupaba de pintar y vender postales con escenas de Viena, Hitler frecuentaba cafés de artistas en Múnich con la esperanza incumplida de que artistas consagrados le pudiesen ayudar con su ambición de pintar profesionalmente.
De acuerdo con una conversación antes del estallido de la Segunda Guerra Mundial en agosto de 1939, publicada en el Libro Azul de la Guerra Británica, Hitler le dijo al embajador británico Nevile Henderson: "Yo soy artista y no político. Una vez que se resuelva la cuestión polaca, quiero terminar mi vida como artista".

### Periodo en Viena

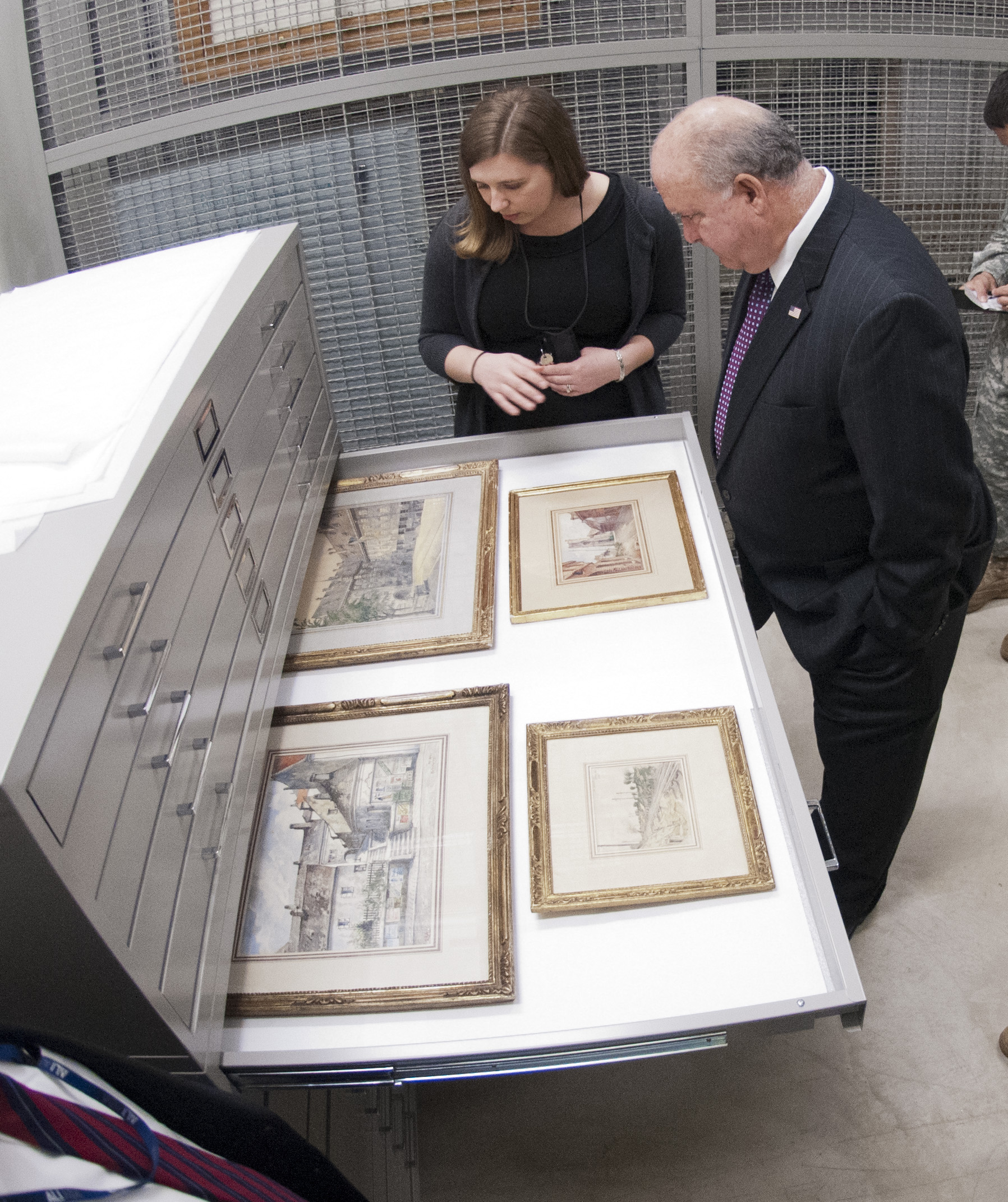
Acuarelas pintadas por Adolf Hitler y propiedad de su fotógrafo personal, Heinrich Hoffmann, conservadas en el Centro de Historia Militar del Ejército de Estados Unidos tras su confiscación durante la ocupación de Alemania.

De 1908 a 1913, Hitler se dedicó a pintar postales y casas para ganarse la vida. Pintó su primer autorretrato en 1910 a la edad de 21 años. Esta pintura, junto con otras doce pinturas de Hitler, fue descubierta en 1945 en Essen, Alemania.
Samuel Morgenstern, un empresario austriaco y socio de negocios del joven Hitler en su período de Viena, compró muchos de sus cuadros. Según Morgenstern, Hitler llegó a él por primera vez a principios de la década de 1910 (en 1911 o 1912), cuando entró a su almacén y le ofreció tres de sus pinturas. Morgenstern mantenía una base de datos de sus clientes, a través de la cual fue posible localizar a los compradores de los cuadros de Hitler. Se encontró que la mayoría de los compradores eran judíos. Un cliente importante de Morgenstern, un abogado con el nombre de Josef Feingold, compró una serie de pinturas de Hitler que representaban la antigua Viena.

### Primera Guerra Mundial
Cuando Hitler sirvió como soldado en la Primera Guerra Mundial, a la edad de 25 años en 1914, llevó sus pinturas con él al frente y pasó sus horas de ocio dedicándose a la pintura. Los temas de su pintura de guerra incluían casas de agricultores, estaciones, etcétera.

### Subastas
Una serie de pinturas de Hitler fueron confiscadas por el Ejército de Estados Unidos a finales de la Segunda Guerra Mundial. Fueron llevadas a Estados Unidos con otros materiales capturados, y todavía se encuentran en poder del gobierno de ese país, que se ha negado a permitir que sean exhibidas. Otras pinturas fueron tomadas por dueños particulares. En la década de 2000, algunas de estas obras comenzaron a ser vendidas en subastas. En 2009, una casa de subastas en Shropshire (Inglaterra) vendió 15 de las pinturas de Hitler por un total de 120.000 dólares, mientras que una casa de subastas también en Shropshire vendió 13 obras por más de 100.000 euros. En una subasta de 2012 en Eslovaquia, una pintura individual se vendió por 42.300 dólares.

## Análisis crítico
De acuerdo con la revista de noticias semanal Life, Hitler pintó cientos de obras. Algunas de estas dejan ver que la habilidad para la pintura de Hitler era pobre; por ejemplo, porque rara vez pintaba personas. La causa que se especuló era falta de voluntad o falta de habilidad. Sus pinturas prestan énfasis en la arquitectura, mostrando lugares públicos, edificios y casas de campo. En otras, sin embargo, se concluyó que "tenía una pizca de talento". Se le pidió a un moderno crítico de arte que revisara algunas de sus pinturas sin decirle quién las había pintado y las calificó como "muy buenas". El crítico comentó que el estilo diferente de Hitler al dibujar figuras humanas representaba una profunda falta de interés en las personas.
De acuerdo con un informe titulado Las acuarelas de Hitler, recuperando obras de arte: Homenaje a Rodolfo Siviero, preparado por los Hermanos Alinari, los colores que Hitler empleaba para pintar agua demuestran que estaba "triste" como pintor.

## Algunas de las obras

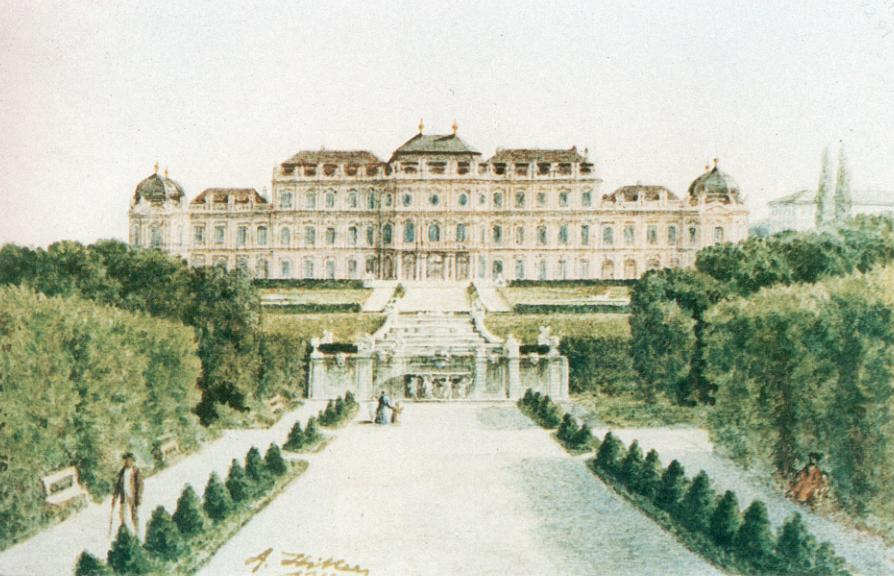
Castillo Belvedere.
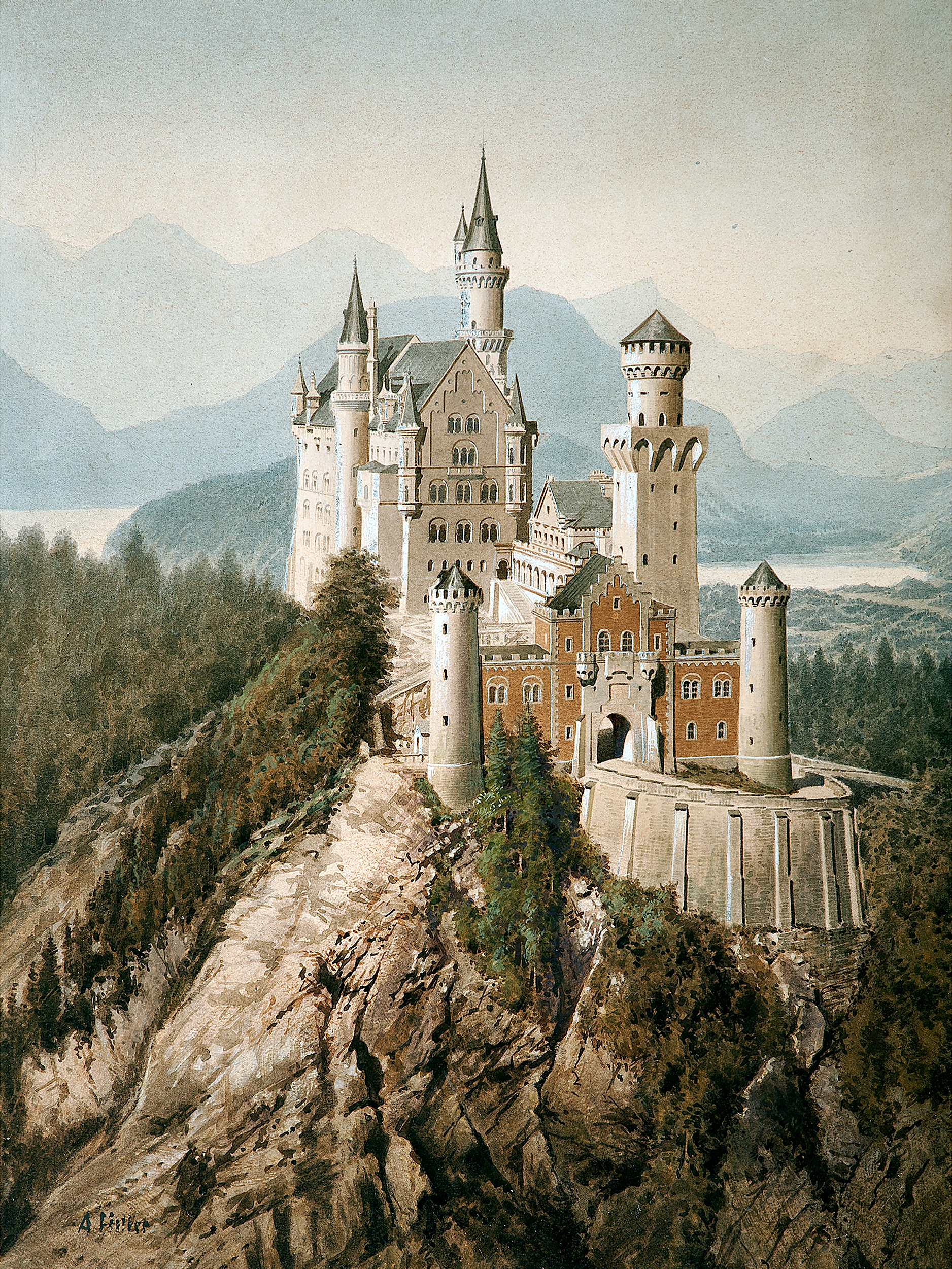
Castillo de Neuschwanstein.
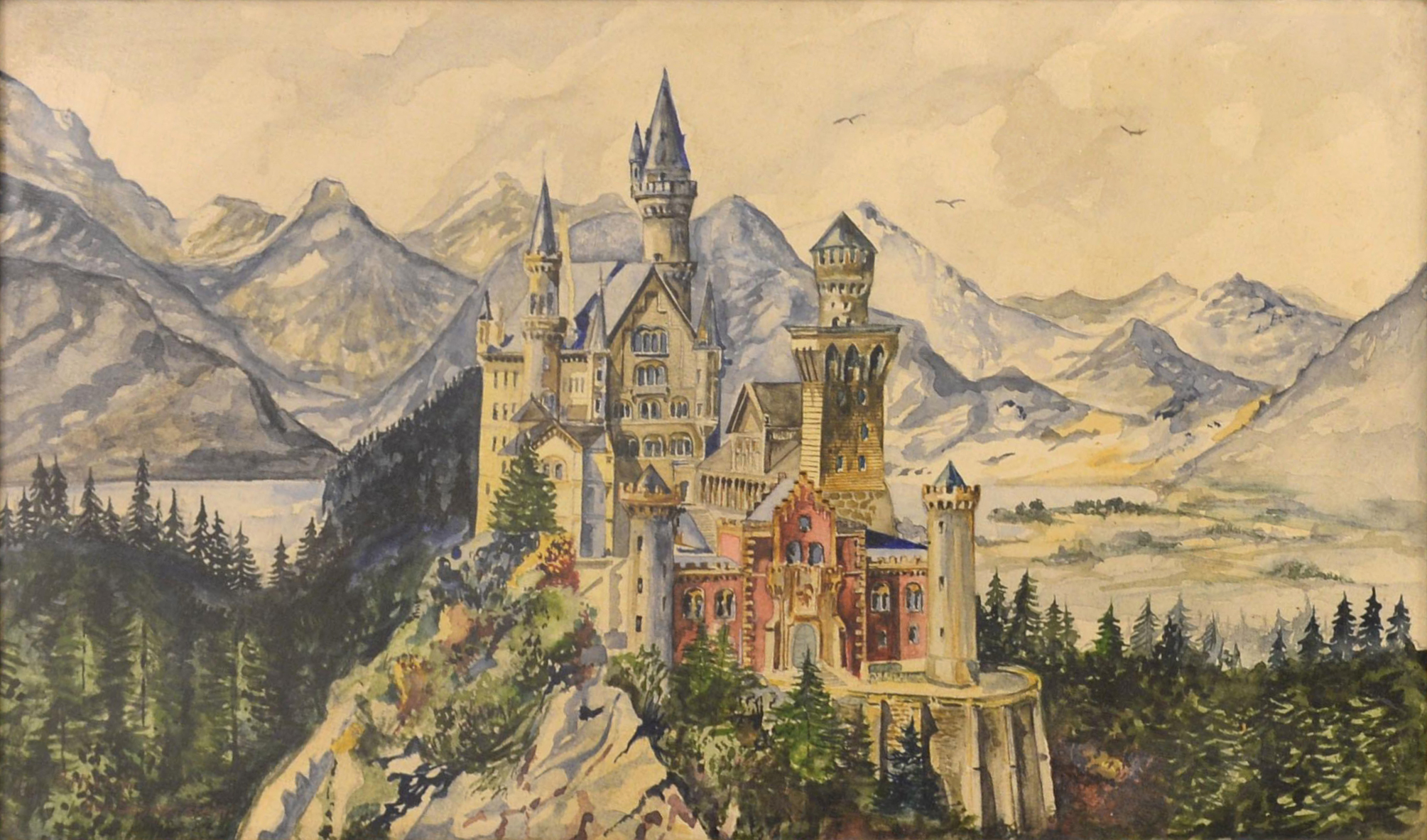
Castillo de Neuschwanstein (otra versión)
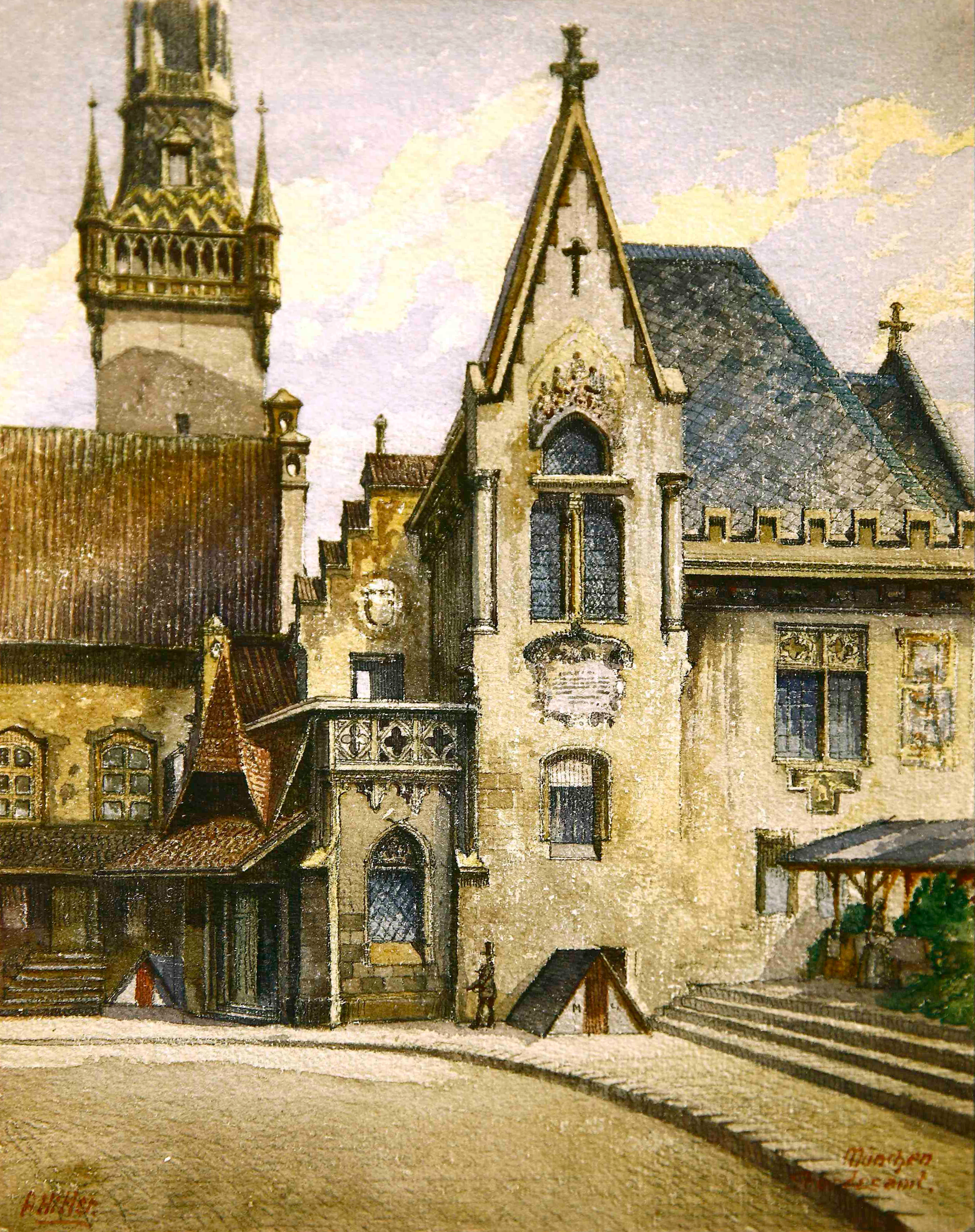
Ayuntamiento de Múnich.
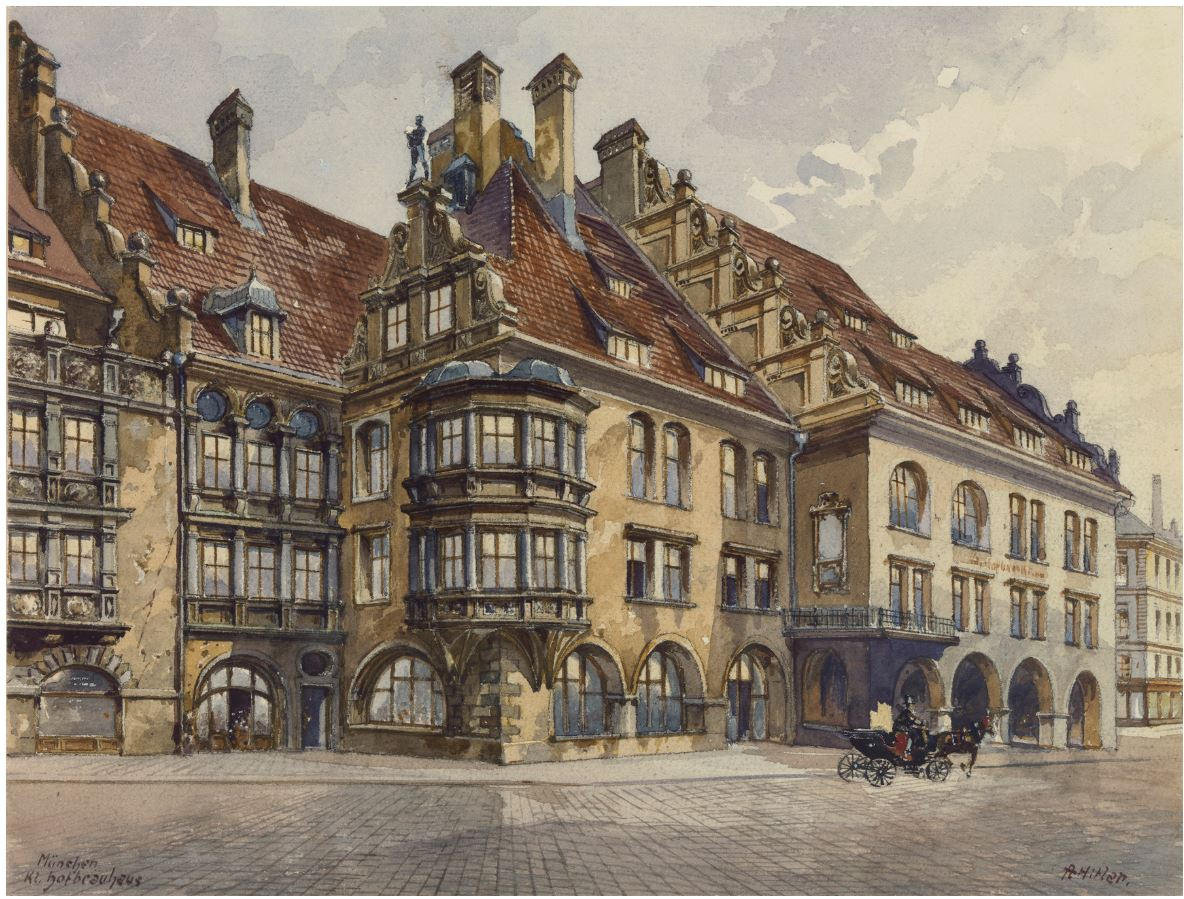
Hofbräuhaus am Platzl de Múnich, c. Mayo de 1913 – Agosto de 1914.
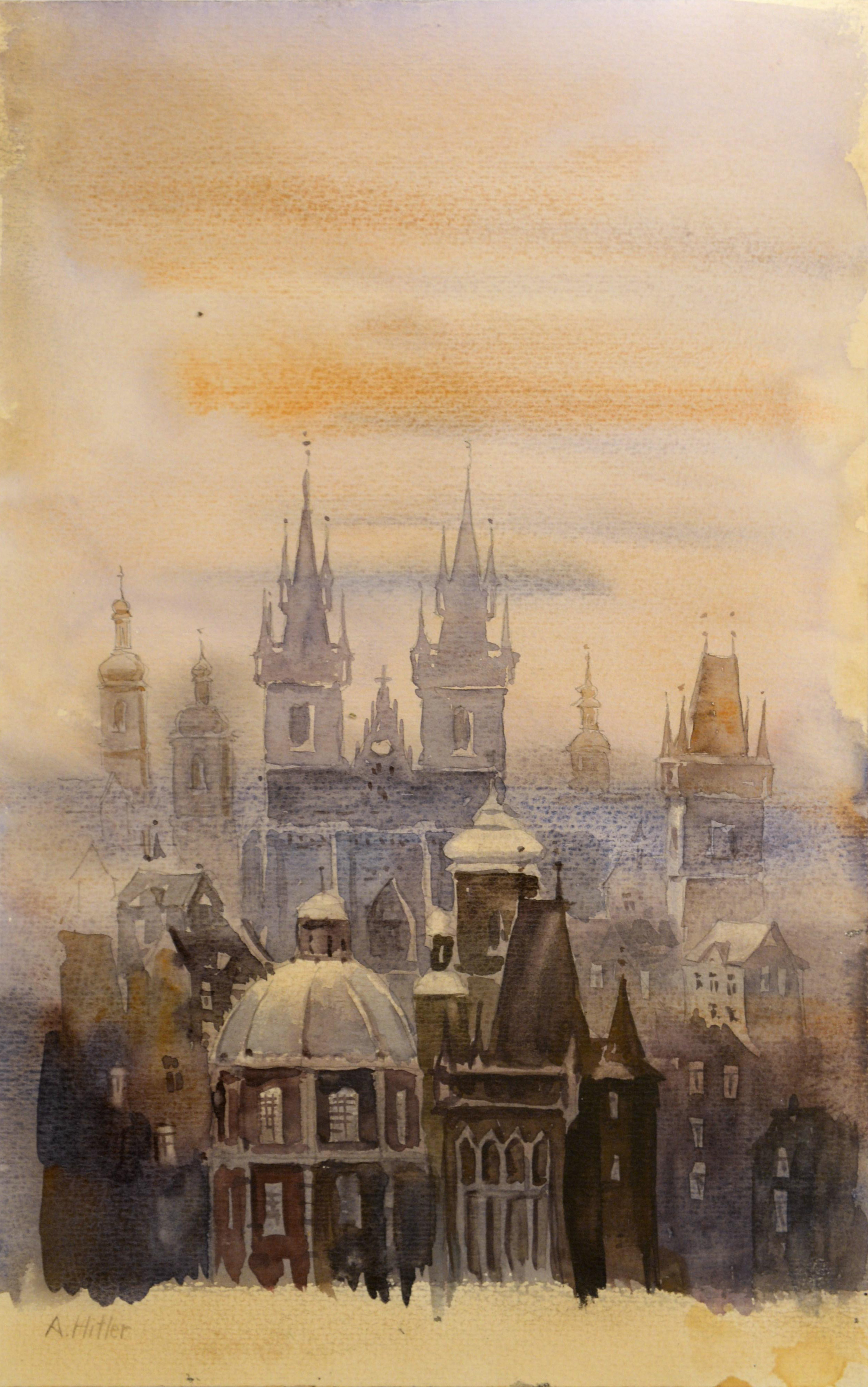
Praga en la niebla.
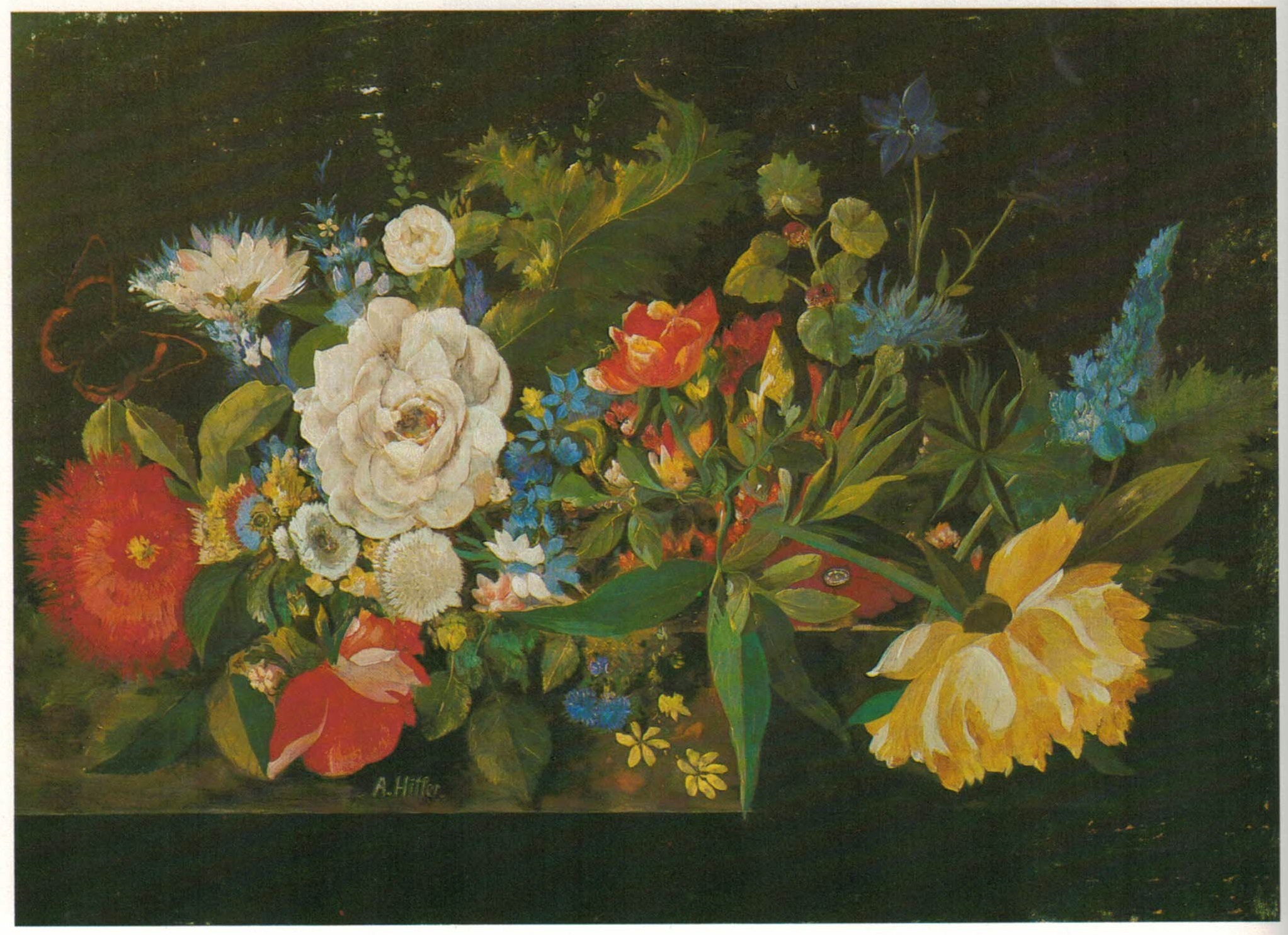
Arreglo Blumen, 1909–1913.
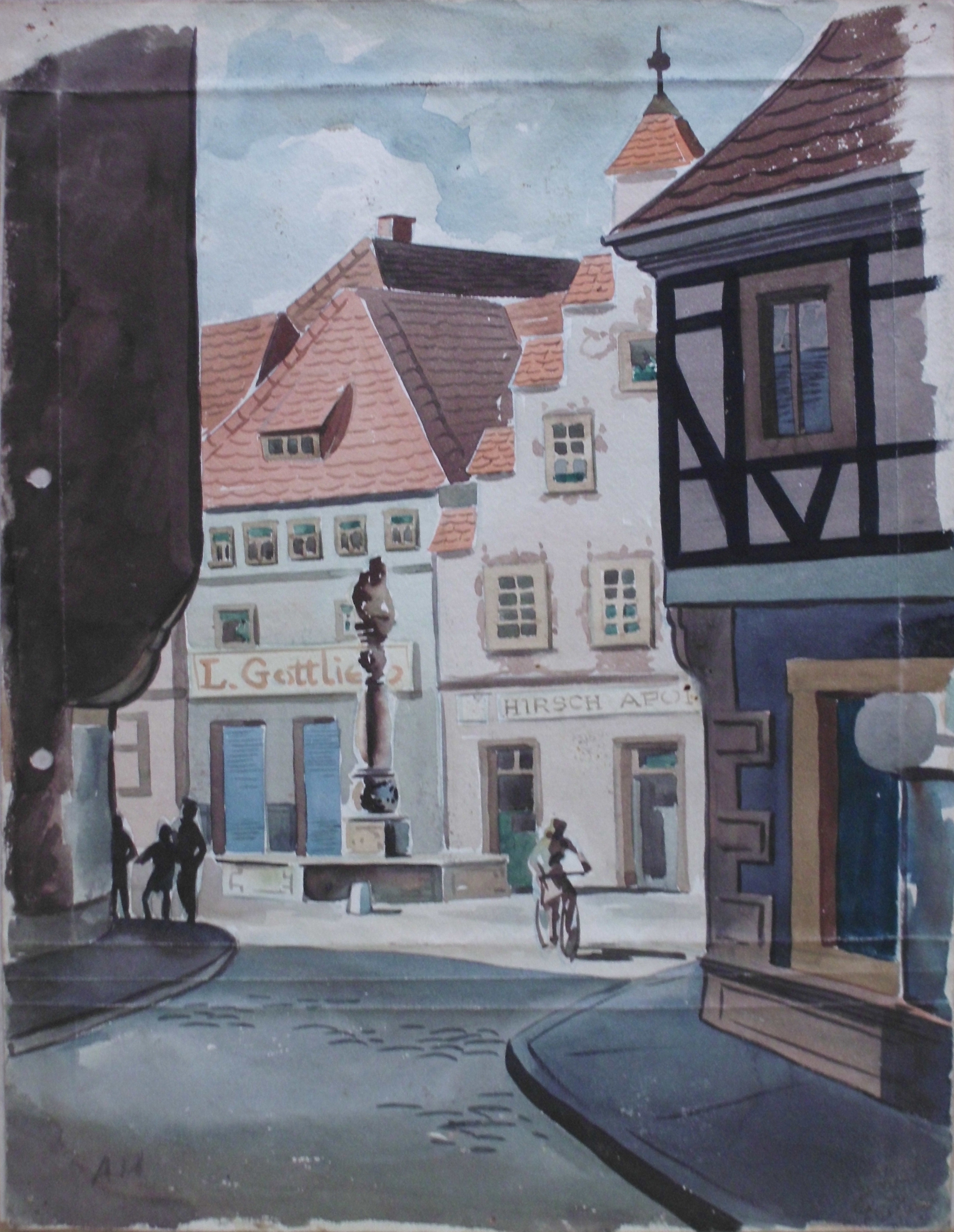
Pueblo y calle estrecha.
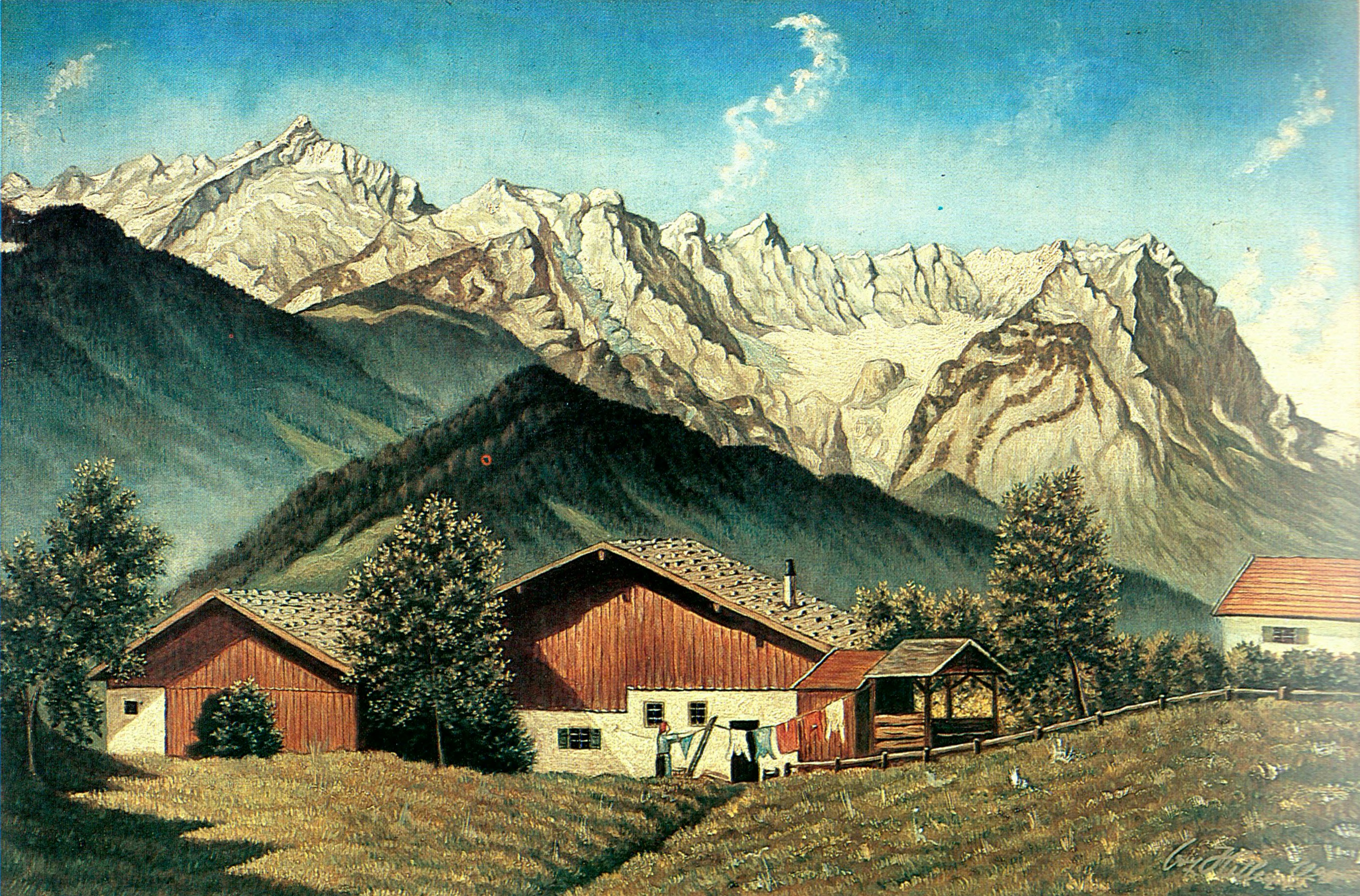
Alpenhof, óleo sobre tabla, 1926.
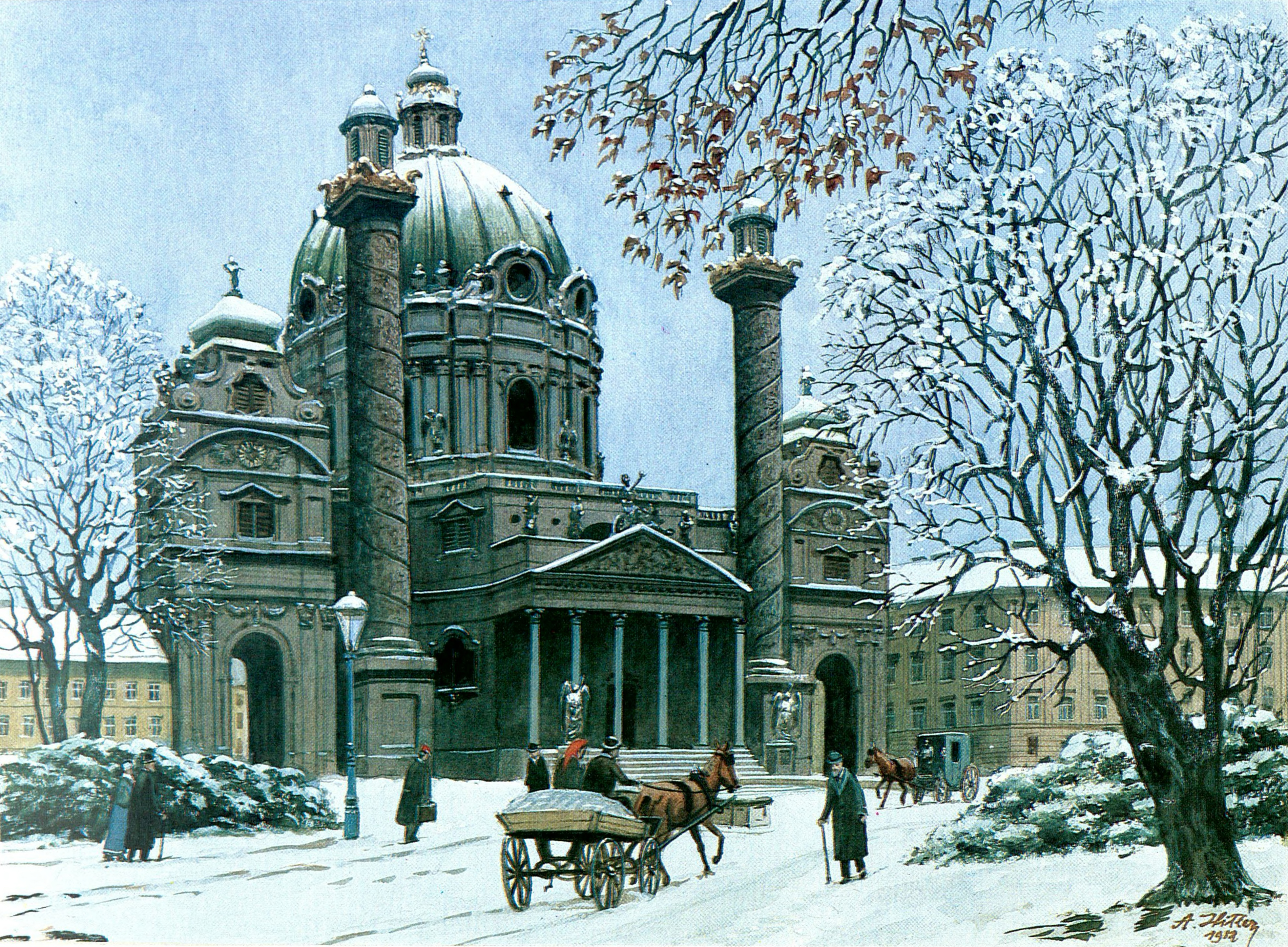
La Karlskirche en invierno, 1912.
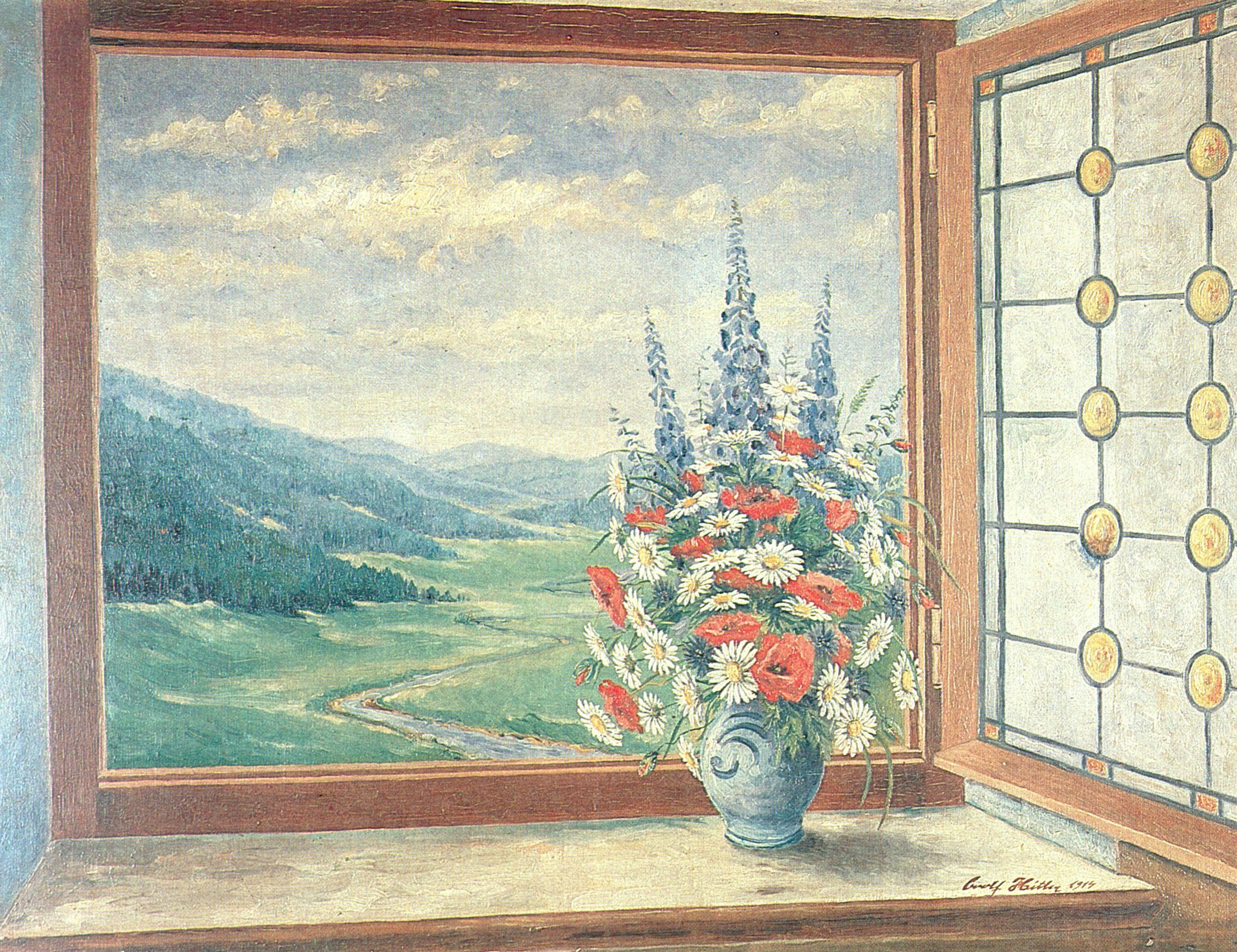
Frühlingsstrauss im Fenster, 1914.
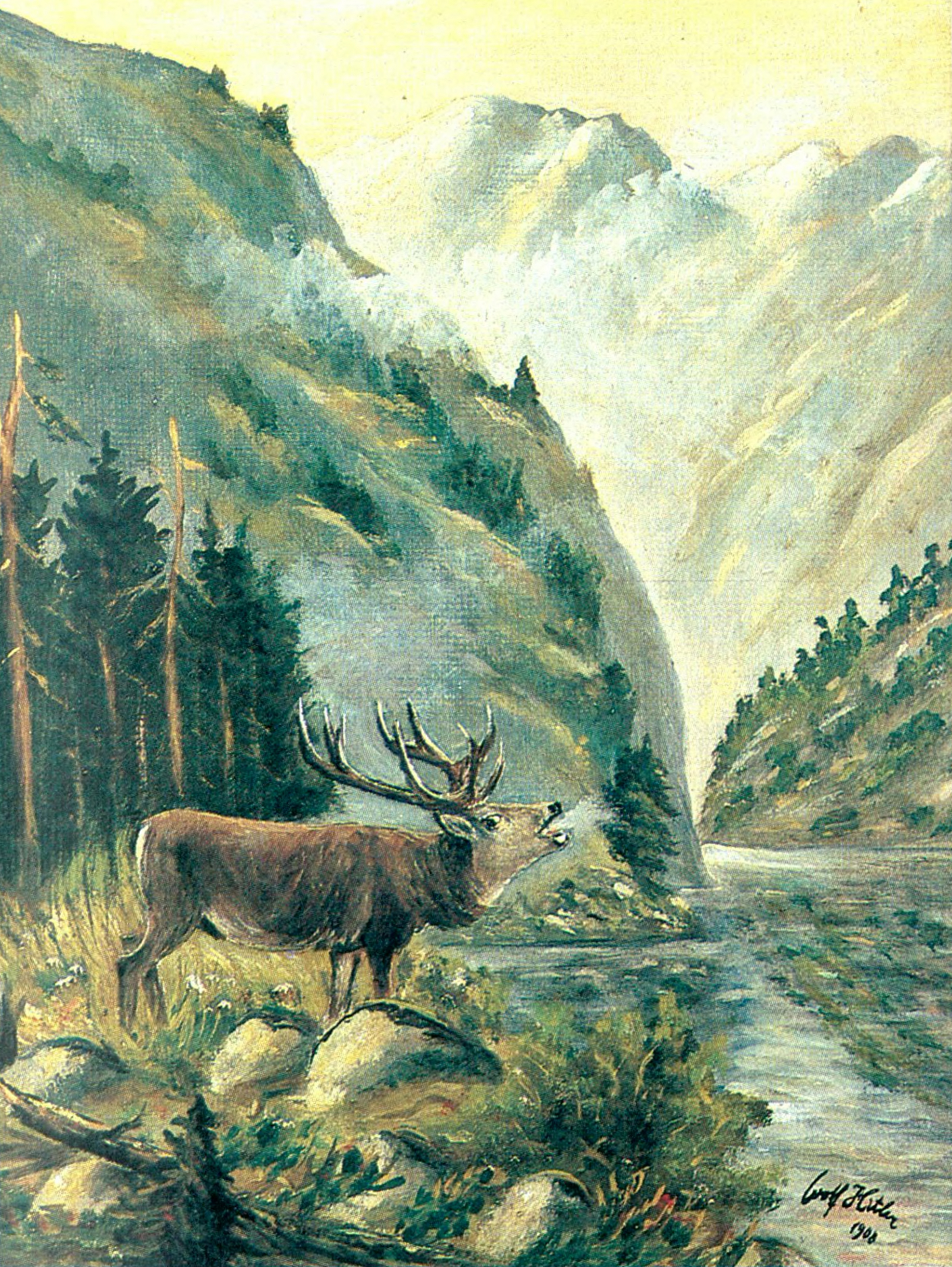
Mañana en el lago Bergsee, 1908.
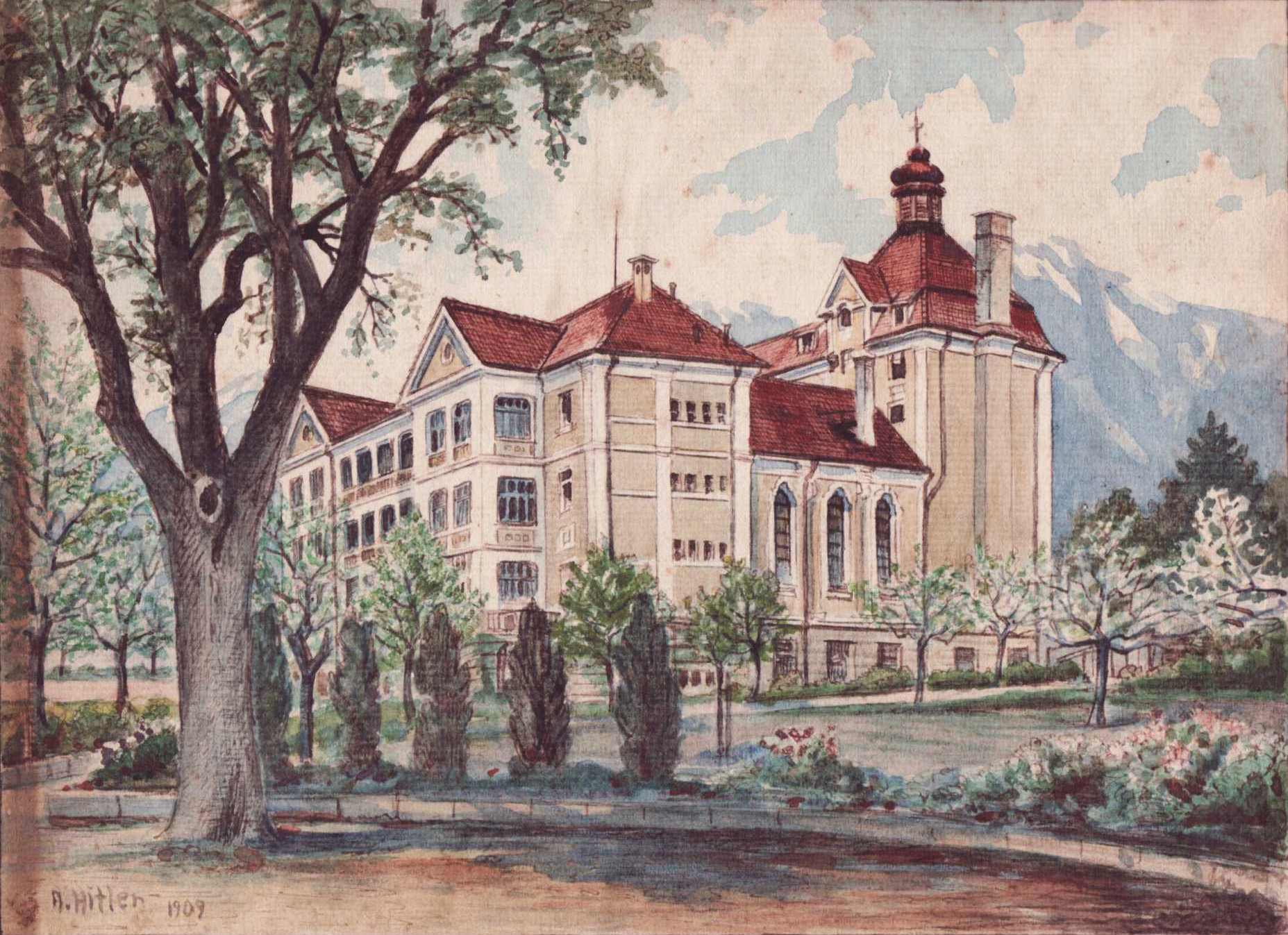
El antiguo edificio entre los árboles, 1909.
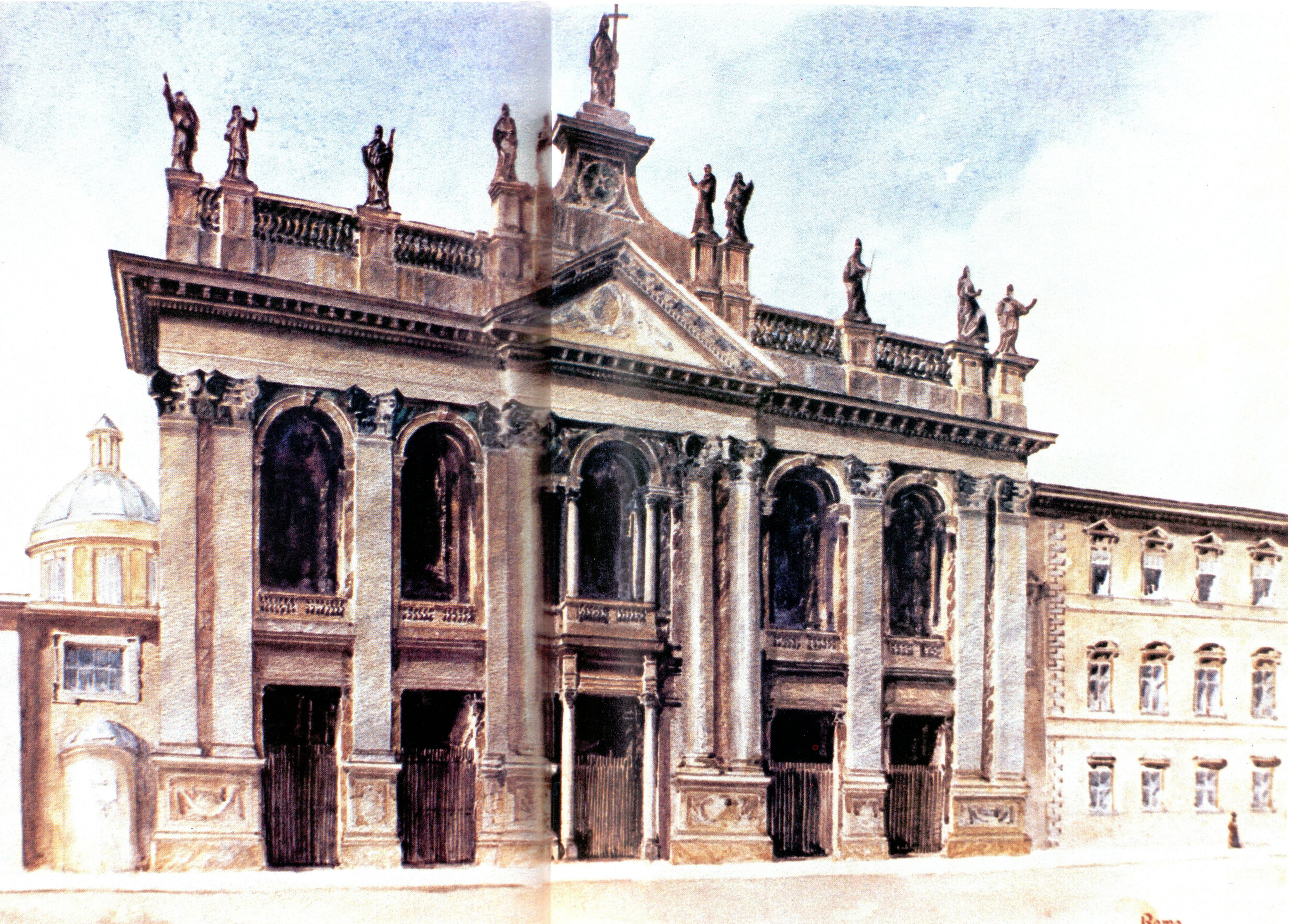
Roma. San Juan de Letrán, 1910–1912.
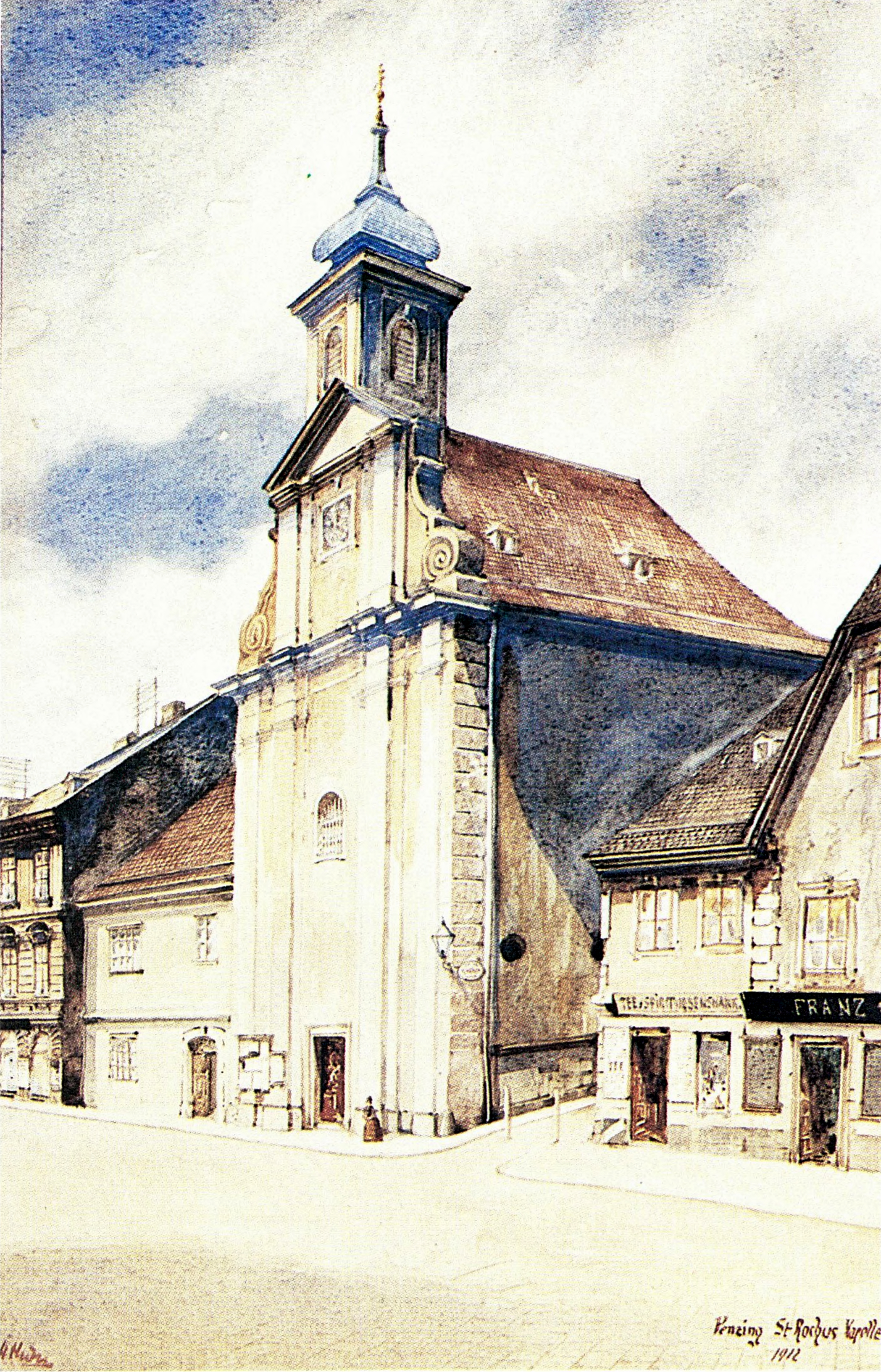
Penzing - capilla de San Roque, 1912 (Capilla de San Roque en Viena).
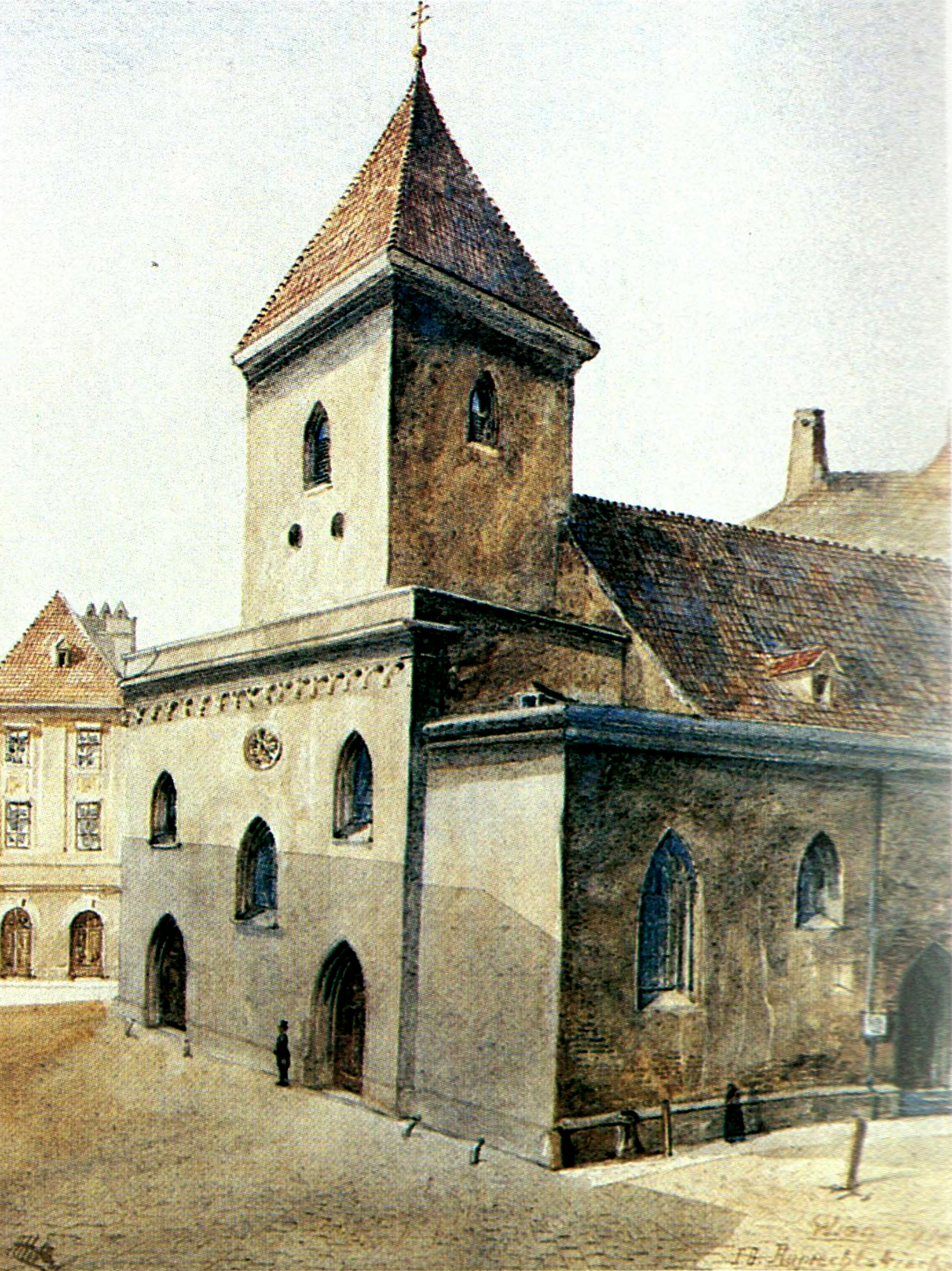
Iglesia de Ruprecht, Viena, 1912.
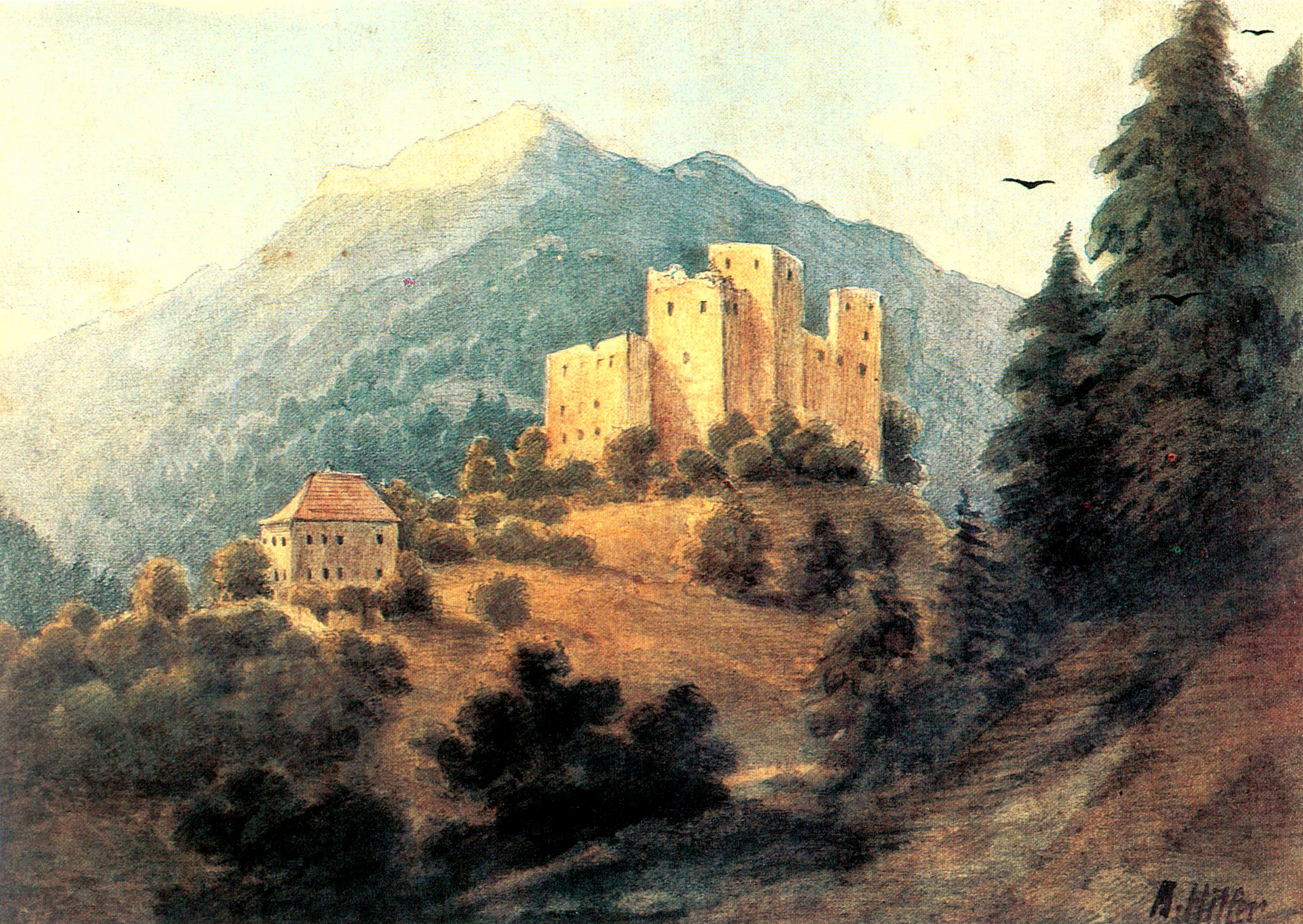
Hohe Burg, 1909.
Adiós al cazador, óleo sobre lienzo, 1914.